# 传粉

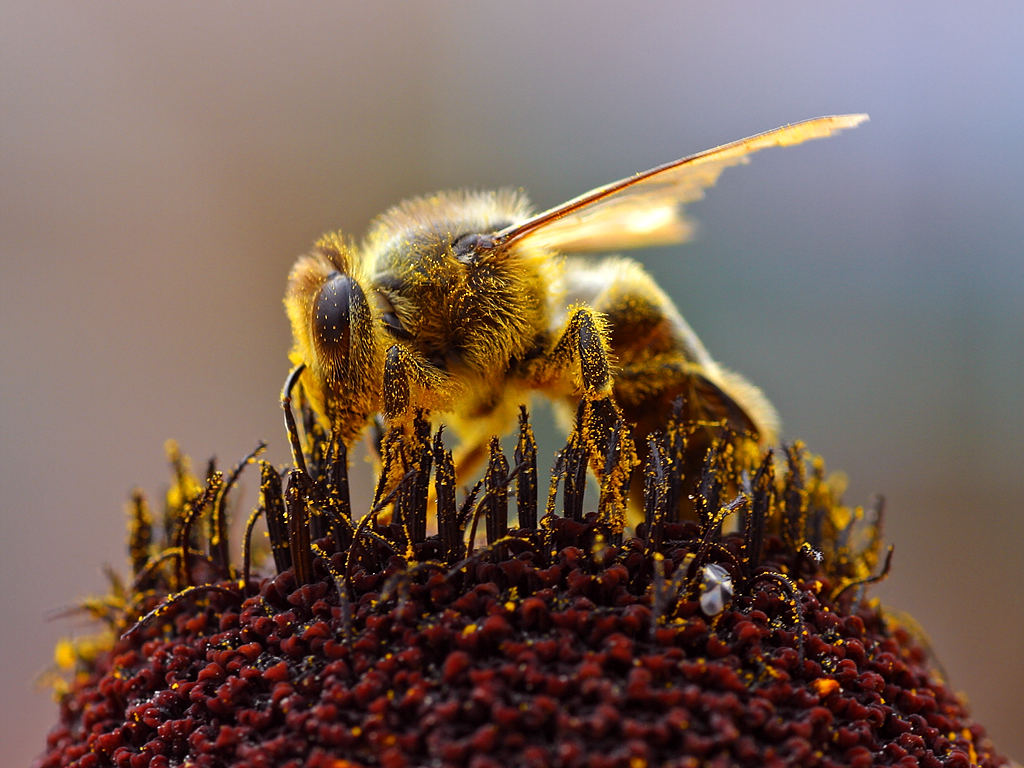
一隻黏著花粉的蜜蜂

傳粉又稱授粉，指的是裸子植物和被子植物的雄性配子，即花粉，從花药被傳到雌蕊之柱頭，使雌性配子受精的過程。超过80%的開花植物靠蜜蜂、蝴蝶、果蝠等生物傳播花粉，其餘則靠風 （例如稻）、水等媒介傳播花粉。

## 媒介

### 鳥媒
- 蜂鳥

### 虫媒
- 蜂

蜂是访花昆虫中最重要的类群，大约有2万种蜂访花採蜜。採蜜时，它们的口器、体毛和躯体上的其他附属物， 特别是背和腿上容易沾上花粉。大多数蜂不能辨别红花，往往把红的看成黑的，但是大黄蜂可以为红花传粉。这类花的花瓣鲜铯，一般为蓝色或黄色，蜜腺明显，花上便于蜜蜂着落。其中兰科的一些植物的传粉很奇妙，它的花像飞翔的雌蜂，早春花开时，雄蜂与雌蜂似的兰花交尾时，花粉便沉积在雄蜂身上。
- 蛾和蝴蝶

传粉的花像蜂媒花，因为这些昆虫都是靠视觉和嗅觉访花寻找食物的。有些蝴蝶能看到 红、蓝、黄和橘黄的颜色。典型的蛾媒花是白色的，晚上散发出浓郁的芬芳气味，吸引夜间的飞蛾，比如烟草属中的几种花。另一些蛾媒花虽然不是白色，但在黑暗背景下能显出颜色来，如黄花月见草。这类花蜜腺一般长在细长的花冠筒或距的基部，只有长舌才能伸进去舔到。

### 风媒
风媒花小、不明显、不鲜艳，没有蜜腺和气味。被子植物的风媒花，其花柱头大、粗糙呈羽状，而且常暴露在外，适合借风传粉。如玉米雌花的花柱很长，便于接受花粉。有些植物花丝很长，将花药撑起，这样花粉容易为风带走；花粉量多，光滑不黏，一般颗粒较小，容易被气流带到很远的地方，花粉能生存几天到几周。裸子植物如松、杉、柏等基本上都是风媒。

### 水媒
例如：金鱼藻、川蔓藻、黑藻、水鱉等等。

## 机制
- 异花传粉，又称异花受精
- 自花传粉，又称自花受精
  - 闭花受精

## 備註
1. ↑  中文“授”是給予、傳給的意思，易與受精的“受”（接納、接收）混淆。

## 外部連結
- New "Pollinator Garden Wheel" from the National Academies provides information on pollination and tips on building a pollinator-friendly garden. （页面存档备份，存于）
- Insect Pollination Of Cultivated Crop Plants by S. E. McGregor  USDA 1972 (needs updating but still valuable)
- The Pollination Home page （页面存档备份，存于）
- Pollination in Hydroponics
- Pollination syndromes images at bioimages.vanderbilt.edu